# Aloidendron
Aloidendron (A.Berger) Klopper & Gideon F.Sm. è un genere di piante della famiglia Asphodelaceae.

## Distribuzione e habitat
Il genere è presente in Somalia, nella penisola arabica e in Africa australe.

## Tassonomia
Il genere comprende le seguenti specie, in passato attribuite al genere Aloe:
- Aloidendron barberae (Dyer) Klopper & Gideon F.Sm.
- Aloidendron dichotomum (Masson) Klopper & Gideon F.Sm.
- Aloidendron eminens (Reynolds & P.R.O.Bally) Klopper & Gideon F.Sm.
- Aloidendron pillansii (L.Guthrie) Klopper & Gideon F.Sm.
- Aloidendron ramosissimum (Pillans) Klopper & Gideon F.Sm.
- Aloidendron sabaeum (Schweinf.) Boatwr. & J.C.Manning
- Aloidendron tongaense (van Jaarsv.) Klopper & Gideon F.Sm.